# Schutzklausel und Ausgleichsfaktor
Schutzklausel (umgangssprachlich Rentengarantie) und Ausgleichsfaktor (umgangssprachlich Nachholfaktor) sind, neben der Rentenanpassungsformel und der Niveausicherungsklausel, Teil der Regelungen zur jährlichen Rentenanpassung. Sie legen unter bestimmten Bedingungen eine von der Rentenanpassungsformel abweichende Rentenanpassung fest. Gesetzlich verankert sind sie in § 68a SGB VI.
Die Schutzklausel greift immer dann, wenn sich aus der Rentenanpassungsformel eine Kürzung der Renten ergibt, genauer des aktuellen Rentenwerts. Die Bruttorenten (der Rentenwert) bleiben unverändert. Die rechnerische Kürzung gemäß der Rentenanpassungsformel wird zum Ausgleichsbedarf, um die unterlassene Rentenkürzung später nachzuholen. Besteht bereits Ausgleichsbedarf, wird dieser entsprechend weiter erhöht.
Der Ausgleichsfaktor greift immer dann, wenn ein Ausgleichsbedarf besteht und die Rentenanpassungsformel eine rechnerische Rentenerhöhung ergibt. Der Ausgleichsbedarf kürzt dann die rechnerische Rentenerhöhung auf die Hälfte, maximal aber um den Ausgleichsbedarf. Kann der Ausgleichsbedarf nicht vollständig von der Rentenerhöhung abgezogen werden, bleibt der restliche Ausgleichsbedarf bestehen und wird mit Rentenerhöhungen in späteren Jahren verrechnet.
Schutzklausel und Ausgleichsfaktor gelten dabei jeweils unabhängig für den aktuellen Rentenwert und den aktuellen Rentenwert (Ost). Insoweit wird auch der Ausgleichsbedarf für Ost und West unabhängig festgelegt und entsprechend verrechnet.
Die Ermittlung von Ausgleichsbedarf und die Anwendung des Ausgleichsfaktors sind bis 30. Juni 2026 ausgesetzt (vgl. Abschnitt Niveausicherungsklausel).

## Wirkung von Schutzklausel und Ausgleichsfaktor bei der Rentenanpassung
Zunächst wird anhand der Rentenanpassungsformel die mögliche Rentenanpassung berechnet. Danach gibt es eine Prüfung, ob die Anpassung nochmal verändert wird, je nachdem, welche der drei folgenden Bedingungen vorliegt:
1. die rechnerische Anpassung ist negativ (Rentenanpassungsfaktor < 1,0): die Schutzklausel greift
2. es besteht Ausgleichsbedarf (Ausgleichsfaktor < 1,0) und die rechnerische Anpassung ist positiv (Rentenanpassungsfaktor > 1,0): Der Ausgleichsfaktor wirkt
3. kein Ausgleichsbedarf (Ausgleichsfaktor genau 1,0) und die rechnerische Anpassung ist positiv (Anpassungsfaktor > 1,0): die Anpassung erfolgt gemäß dem Ergebnis der Anpassungsformel.

### Schutzklausel greift und erhöht Ausgleichsfaktor
Ergibt sich gemäß Rentenanpassungsformel eine negative Rentenanpassung, dann ergibt dies einen Anpassungsfaktor von kleiner eins (1,0). Gemäß § 68a Abs. 1 Satz 1 SGB VI bleibt der Rentenwert dann zum 1. Juli unverändert (sogenannte Nullrunde). Dabei ist zu beachten, dass die Anpassungsformel sich auf den Rentenwert und damit die Bruttorente bezieht. Unverändert bleibt damit nur die Bruttorente. Die ausgezahlte Rente nach Sozialbeiträgen kann dennoch steigen oder sinken, je nachdem wie sich die Sozialabgaben für die individuellen Rentner entwickeln. 2021 beispielsweise sind die Krankenkassenbeiträge vielfach gestiegen, so dass viele Rentner weniger Rente ausgezahlt bekommen haben. Unterbleibt eine Rentenkürzung, dann ist der Ausgleichsbedarf festzuhalten. Dazu wird der Rentenwert, der sich (theoretisch) bei Anwendung der Rentenanpassungsformel (also der Rentenkürzung) ohne Schutzklausel ergeben hätte durch den bisherigen (unveränderten und neuen) Rentenwert geteilt. Der so ermittelte Ausgleichsfaktor wird dann mit dem bisherige Ausgleichsfaktor multipliziert, um den neuen Ausgleichsbedarf festzulegen (bestand vorher kein Ausgleichsbedarf, beträgt der bisherige Ausgleichsfaktor 1,0). In der Zeit bis 30. Juni 2026 wird kein Ausgleichsbedarf ermittelt und der Ausgleichsfaktor ist gesetzlich festgelegt immer genau 1,0. Dies galt auch bei der Rentenanpassung 2021. Zwar griff die Schutzklausel – keine Rentenkürzung – aber es wurde kein Ausgleichsbedarf festgelegt. Festgelegt werden sowohl die Fortgeltung des bisherigen Rentenwerts aufgrund der Schutzklausel als auch der neue Ausgleichsfaktor (Ausgleichsbedarf) durch die Rentenwertbestimmungsverordnung gemäß § 69 SGB VI.
Beispiel:
Angenommen wird:
- Ergebnis Rentenanpassungsformel = 0,98 (minus zwei Prozent)
- aktueller Rentenwert = 34,19 Euro
- Ausgleichsfaktor = 1,0

Lösung:
- Schutzklausel greift: aktueller Rentenwert bleibt bei 34,19 Euro
- Ausgleichsbedarf wird ermittelt:
  - theoretischer Rentenwert bei Rentenkürzung {\displaystyle =\mathrm {34{,}19~\mathrm {\euro} } \cdot 0{,}98=33{,}51~\mathrm {\euro} }
  - Ausgleichsfaktor {\displaystyle ={\frac {\mathrm {33{,}51~\mathrm {\euro} } }{\mathrm {34{,}19~\mathrm {\euro} } }}=0{,}9801}

Hinweis: die Abweichung in der vierten Nachkommastelle ist rundungsbedingt, da der Rentenwert auf Cent gerundet wird.

### Ausgleichsfaktor greift und mindert Ausgleichsbedarf
Besteht Ausgleichsbedarf (Ausgleichsfaktor < 1,0) und ergibt sich gemäß Rentenanpassungsformel eine Rentenerhöhung (Anpassungsfaktor > 1,0), dann kürzt der Ausgleichsbedarf die prozentuale Rentenanpassung auf die Hälfte, höchstens aber um den bestehenden Ausgleichsbedarf falls dieser geringer ist als die Hälfte der prozentualen Rentenanpassung. Der neue Rentenwert steigt dann nur um die gekürzte Anpassung. Ist der Ausgleichsbedarf größer als die halbe Rentenanpassung, kann er nicht vollständig von der Erhöhung abgezogen werden und es bleibt ein restlicher Ausgleichsbedarf für das nächste Jahr bestehen.
Angenommen wird:
- aktueller Rentenwert = 34,19 Euro
- Ausgleichsfaktor = 0,9801
- Rentenanpassungsformel
  - Variante 1: 1,02 (plus zwei Prozent)
  - Variante 2: 1,05 (plus fünf Prozent)

Lösung für Variante 1:
- Ausgleichsfaktor greift, Anpassungsfaktor wird halbiert: {\displaystyle =\left({\frac {1{,}02-1}{2}}\right)+1=1{,}01}
- neuer Ausgleichsfaktor {\displaystyle =0{,}9801\cdot 1{,}01=0{,}9899}
- neuer aktueller Rentenwert {\displaystyle =\mathrm {34{,}19~\mathrm {\euro} } \cdot 1{,}01=34{,}53}

Lösung für Variante 2:
- Ausgleichsfaktor greift, Anpassungsfaktor wird halbiert: {\displaystyle =\left({\frac {1{,}05-1}{2}}\right)+1=1{,}025}
- neuer Ausgleichsfaktor {\displaystyle =0{,}9801\cdot 1{,}025=1{,}0046}
  - Ausgleichsfaktor > 1,0 daher Anpassungsfaktor nur um Ausgleichsbedarf reduzieren:
  - neuer Anpassungsfaktor {\displaystyle =1{,}05\cdot 0{,}98=1{,}029}
  - Ausgleichsfaktor {\displaystyle =1{,}0}
- neuer aktueller Rentenwert {\displaystyle =\mathrm {34{,}19~\mathrm {\euro} } \cdot 1{,}029=35{,}18~\mathrm {\euro} }

### Niveausicherungsklausel und ausgesetzter Ausgleichsfaktor
Mit dem RV-Leistungsverbesserungs- und Stabilisierungsgesetz 2018 wurde ein weiteres Element in die Rentenanpassung aufgenommen: das Mindestsicherungsniveau. Dieses bestimmt, dass das Standardrentenniveau mindestens 48 Prozent betragen muss. Ergibt sich nach Anwendung von Anpassungsformel und Schutzklausel bzw. Ausgleichsfaktor ein Rentenniveau von unter 48 Prozent, muss der Rentenwert so hoch festgelegt werden, dass das Rentenniveau mindestens 48 Prozent beträgt. Dazu muss der aktuelle Rentenwert durch eine Rückwärtrechnung berechnet werden, dass die verfügbare Standardrente mindestens 48 Prozent des verfügbaren Durchschnittsentgelts beträgt. Die so berechnete verfügbare Standardrente ist um die abgezogenen Sozialbeiträge zu erhöhen. Da es eine Jahresrente ist, muss sie durch 12 Monate geteilt werden und da es eine Standardrente ist, noch durch 45 Entgeltpunkte. Das Ergebnis ist auf volle Cent dann der neue aktuelle Rentenwert – es gibt also keinen rechnerischen Anpassungssatz, sondern einen auf den Cent genau berechneten Wert.
Fiktives Beispiel
Annahmen:
- verfügbares Durchschnittsentgelt: 30.000 Euro
- Aktueller Rentenwert nach Anpassungsmechanik: 29,50 Euro
  - verfügbare Standardrente: 14.177,70 Euro
  - Standardrentenniveau: 47,3 Prozent

Lösung: Mindestniveau von 48 Prozent unterschritten, Rentenwert neu bestimmen:
- verfügbare Standardrente für 48 Prozent {\displaystyle =30.000~\mathrm {\euro} \cdot 0{,}48=14.400~\mathrm {\euro} }
- Standardrente, brutto, Jahr {\displaystyle ={\frac {14.400~\mathrm {\euro} }{1-0{,}0795-0{,}0305}}=16.179{,}78~\mathrm {\euro} }
- Standardrente, brutto, Monat {\displaystyle ={\frac {16.179{,}78~\mathrm {\euro} }{12}}=1348{,}32~\mathrm {\euro} }
- aktueller Rentenwert, auf volle Cent aufrunden {\displaystyle ={\frac {1384{,}32~\mathrm {\euro} }{45}}=29{,}97~\mathrm {\euro} }
- Rentenniveau mit neuem Rentenwert {\displaystyle ={\frac {29{,}97~\mathrm {\euro} \cdot 45\cdot 12\cdot (1-0{,}0795-0{,}0305)}{30.000}}={\frac {14403{,}58~\mathrm {\euro} }{30.000}}=48\%}

Das Mindestsicherungsniveau soll dafür sorgen, dass das Rentenniveau bis 2025 (einschließlich) nicht sinkt, die Renten in dieser Zeit also nicht langsamer steigen als die Löhne. Der Ausgleichsfaktor jedoch dient insbesondere dazu, dass die Renten mittelfristig hinter den Löhnen zurückbleiben, selbst wenn die Schutzklausel greift. Würde der Ausgleichsfaktor nicht ausgesetzt, würde sich unter Umständen bis 2025 ein Ausgleichsbedarf aufbauen, der dann nach Auslaufen der Niveausicherungsklausel das Rentenniveau wieder auf den ursprünglichen Pfade senken würde. Damit stehen sich die Ziele der beiden Regeln entgegen, so dass der Gesetzgeber für die Dauer der Niveausicherungsklausel bis zur Rentenanpassung 1. Juli 2025 den Ausgleichsfaktor ausgesetzt hat. In dieser Zeit wird weder Ausgleichsbedarf aufgebaut noch der Ausgleichsfaktor angewendet.

## Gestehungsgeschichte von Schutzklausel und Ausgleichsfaktor
Die Schutzklausel wurde 2004 mit dem RV-Nachhaltigkeitsgesetz eingeführt. Diese erste Schutzklausel galt allerdings nur, wenn die sogenannten Dämpfungsfaktoren (Riesterfaktor und Nachhaltigkeitsfaktor) eine Rentenkürzung bewirken würden – also nicht für den Fall eines Lohnrückgangs. Damit sollte verhindert werden, dass die zur Beitragssatzbegrenzung eingeführten Dämpfungsfaktoren zu echten Rentenkürzungen führen.
Der Ausgleichsfaktor wurde dann 2006 eingeführt. Denn die Schutzklausel griff bereits direkt nach ihrer Einführung in den Jahren 2005 und 2006. Die Rentenausgaben wurden deswegen nicht so gekürzt, wie für das Beitragssatzziel erforderlich. „Der finanzielle Mehrbedarf würde dazu führen, dass die gesetzlichen Beitragssatzziele von höchstens 20 Prozent bis 2020 und 22 Prozent bis 2030 nicht eingehalten werden können.“ Daher sollte der Anstieg der Rentenausgaben wie vorgesehen gedämpft werden, um das Beitragssatzziel doch zu erreichen. Dafür wurde 2006 im Rahmen des RV-Altersgrenzenanpassungsgesetzes neben der „Rente mit 67“ auch der Ausgleichsfaktor als sogenannte modifizierte Schutzklausel eingeführt. Daher ist „die Schutzklausel mit dem vorliegenden Gesetz […] fortzuentwickeln […] Wenn aufgrund der Lohnentwicklung Rentensteigerungen möglich sind, werden unterbliebene Anpassungsdämpfungen mit den Rentenerhöhungen verrechnet.“. Der für die Vergangenheit bestimmte Ausgleichsbedarf wurde per Gesetz auf 1,75 Prozent für den Westen und 1,3 Prozent für den Osten festgelegt. Außerdem wurde festgelegt, dass der Ausgleichsbedarf erstmals die Rentenerhöhung 2011 kürzen sollte – zusätzlicher Ausgleichsbedarf im Falle einer rechnerischen Rentenminderung ist allerdings bereits ab 2007 zu ermitteln.
Die Weltfinanzkrise 2009 führte zu einem Wirtschaftseinbruch sowie der massiven Ausweitung der Kurzarbeit. Deswegen wurde für 2009 ein Lohnrückgang erwartet, der zu einer Rentenkürzung im Jahr 2010 geführt hätte, da die Schutzklausel ja nur Kürzungen wegen der Dämpfungsfaktoren vorsah. Daher wurde die Schutzklausel auf die gesamte Rentenanpassungsformel erweitert, also auch für den Fall, dass die Löhne sinken – die sogenannte Rentengarantie. Seither sind Rentenkürzungen ausgeschlossen. Die insoweit unterlassene Rentenkürzung kürzt dann als Ausgleichsbedarf spätere Rentenerhöhungen – dies gilt auch automatisch für die erweiterte Schutzklausel.
Mit dem RV-Leistungsverbesserungs- und Stabilisierungsgesetz im Jahr 2018 wurde eine doppelte Haltelinie eingeführt. Demnach darf bis 2025 der Beitragssatz nicht über 20 Prozent steigen sowie das Rentenniveau nicht unter 48 Prozent sinken. Die Haltelinie beim Rentenniveau (sogenanntes Mindestrentenniveau) steht dabei im Widerspruch zum Ausgleichsfaktor, sowohl politisch als auch technisch. Der Ausgleichsbedarf wie auch der Ausgleichsfaktor (§68a Abs. 2 bis 3) sind daher für die Zeit vom 1. Juli 2018 bis 30. Juni 2026 nicht anzuwenden. „In der Zeit bis zum Jahr 2025 ist […] ein Sicherungsniveau vor Steuern von mindestens 48 Prozent sichergestellt. Der Ausgleichsbedarf wird dabei so geregelt, dass das Sicherungsniveau vor Steuern auch nicht nachträglich durch eine Verrechnung in Frage gestellt wird. […] Eine Berechnung des Ausgleichsbedarfs nach § 68a findet für die Zeit bis zum 30. Juni 2026 somit nicht statt.“

## Aktuelle politische Entwicklung seit Ausbruch der Corona-Krise
Im Zuge der wirtschaftlichen Folgen der Corona-Krise kam die Debatte auf, der Nachholfaktor sei heimlich ausgesetzt worden. Dadurch würden die Beschäftigten übermäßig belastet und die Rentner massiv profitieren. Hintergrund war der erwartete Wirtschaftseinbruch aufgrund der Pandemie und ihrer Bekämpfung sowie die aus der Entwicklung vor 2020 folgenden Rentenerhöhung von über 3 Prozent zum 1. Juli 2020. In diesem Zusammenhang wurden massive Einnahmeausfällen bei der Rentenversicherung und Mehrbelastungen der Beitragszahlenden vorausgesagt, teilweise im dreistelligen Milliarden Bereich. Daher, so die Schlussfolgerung der Autoren, müsse der Ausgleichsfaktor umgehend reaktiviert werden. Teilweise wurde gar ein vorlaufender Ausgleich vorgeschlagen, indem die Rentenerhöhung bereits 2020 vorauseilend gekürzt wird und dies gegebenenfalls später dann ausgeglichen würde. Seitdem wird insbesondere von Unternehmen und ihren Verbänden sowie einigen Ökonomen gefordert, den Ausgleichsfaktor wieder anzuwenden.
Die Darstellung der ökonomischen und finanziellen Situation der Rentenversicherung teilten in dieser Form viele andere Experten aber nicht. So meinte Holger Vierbrok, dass die finanziellen Auswirkungen auch einer tieferen Krise auf die Rentenversicherung nur sehr begrenzt sein dürfte. Er kommt zum Ergebnis: „Hinsichtlich der Frage, ob das Finanzsystem der RV für die Herausforderungen durch die COVID-19-Pandemie gerüstet ist, ist aber Zuversicht angebracht. Das liegt nicht zuletzt an der hohen Nachhaltigkeitsrücklage Ende des Jahres 2019. Die Situation für die Finanzen der RV wird auch dadurch erleichtert, dass für Arbeitslosengeld und Krankengeldbeziehende Beiträge an die RV geleistet und dadurch Anwartschaften für die Alterssicherung begründet werden. Aber auch die noch wirksamen Teile der automatischen Anpassungen im Finanzsystem der RV […] tragen zur Bewältigung der Krise bei.“ Im Herbst 2020 kam Imke Brüggemann-Borck auf der Grundlage der verfügbaren Daten zu ähnlichen Einschätzungen.
Die Forderung und ihre Begründung wird insbesondere auch von den Gewerkschaften sowie den Sozial- und Wohlfahrtsverbände scharf kritisiert. Kritik am Begründungszusammenhang übte beispielsweise Ingo Schäfer: „Aussagen, dass die Beschäftigten aufgrund der aktuellen Krise übervorteilt würden, basieren auf einer verkürzten und unvollständigen Modellierung der ökonomischen und finanziellen Effekte.“. Auch der DGB kritisierte die Darstellungen deutlich: „Aussagen einzelner Rentenexperten, es drohe eine Unwucht oder kurzfristig Finanzierungsprobleme sind Meinungsmache. Bei näherer Betrachtung zeigen sich Missverständnisse und lückenhafte Darstellungen – auch wenn natürlich ein Körnchen Wahrheit enthalten ist.“.
Auch der Deutsche Bundestag befasst sich im Frühjahr 2020 mit dem Antrag der FDP „Corona-Krise generationengerecht überwinden – Nachholfaktor in der Rentenformel wieder einführen“. Die zur öffentlichen Anhörung geladenen Sachverständigen waren in ihren Stellungnahmen sehr unterschiedlicher Auffassung, ob es sachlich nötig oder politisch geboten sei, den Ausgleichsfaktor wieder anzuwenden.

### Debatte im Vorfeld der Bundestagswahl 2021
Neuen Schwung bekam die Debatte im Frühjahr 2021. Hintergrund war, dass nun die Rentenanpassung 2021 nach dem ersten Corona-Jahr feststand, aber auch die im Herbst 2021 anstehende Bundestagswahl. Auf Seiten der Befürwortenden hat sich beispielsweise der Beirat beim Bundeswirtschaftsministerium deutlich für eine sofortige Wiedereinsetzung starkgemacht – unter Federführung von Axel Börsch-Supan, der die Debatte bereits im Vorjahr mit angestoßen hatte: „Während die Durchschnittslöhne im letzten Jahr pandemiebedingt sanken, ist ein Rückgang der Renten gesetzlich ausgeschlossen. Das könnte allerdings die Renten stärker steigen lassen als die Löhne und so die Relation von Renten zu Löhnen – das sogenannte Rentenniveau – dauerhaft erhöhen. Dies würde die Beitragssätze oder/und die Zuschüsse aus dem Bundeshaushalt stärker steigen lassen, als es die demografische Entwicklung ohnehin erfordert. Eine Regelung, die diese Entwicklung ausgleicht, gibt es bereits: Ein „Nachholfaktor“ dämpft den Rentenanstieg, wenn nach Lohnrückgängen (in konjunkturellen Abschwüngen) die Renten für eine Zeit langsamer steigen als die Löhne. Dieser Nachholfaktor wurde allerdings 2018 ausgesetzt – der Beirat empfiehlt deshalb, ihn bereits vor 2025 wieder einzuführen.“ Aber auch die Initiative Neue Soziale Marktwirtschaft (INSM) begann eine breit angelegte Kampagne, die bereits im Herbst 2020 begann und im Sommer 2021 insbesondere auch die Wiederanwendung des Nachholfaktors in den Fokus nahm. Bis im Herbst eine große Werbekampagne zu ausschließlich diesem Thema mit ganzseitigen Annoncen in großen überregionalen Medien und insbesondere auch im Internetauftritt erfolgte. Dabei wird im Allgemeinen auf die unterlassene Rentenminderung von 3,25 Prozent hingewiesen, die aus Gerechtigkeitsgründen nachzuholen sei. Andere verweisen darauf, dass der Lohnfaktor aus der Rentenanpassungsformel ein Minus von rund 2,3 Prozent ausgewiesen habe. Die Renten sollen, so die Begründung, der Lohnentwicklung folgen, daher sei es nur gerecht, wenn sie nun entsprechend gekürzt werden.
Eine andere Sichtweise nahmen die Gewerkschaften und viele andere Rentenexperten ein. So wies Johannes Steffen in mehreren Beiträgen zum Thema darauf hin, dass die Argumentationen und Begründungen für die Forderungen inkonsistent sind und sich die Faktenlage anders darstellt. Insbesondere mit seinem Beitrag zur Rentenanpassung 2021 wies Johannes Steffen detailliert auf die rechtlichen und sachlichen Grundlagen der Rentenberechnung hin. Im Wesentlichen wird dabei aufgezeigt, dass die Argumentation die rechnerische Rentenkürzung von rund 2,3 sei der Lohnentwicklung geschuldet, irreführend und im Wesentlichen falsch ist. So gehe „die Berechnung zurück auf den Lohnfaktor der Rentenanpassungsformel, der für 2020 einen Lohnrückgang um 2,34 Prozent nahelegt. Wie an anderer Stelle ausgeführt beruht dieser Wert jedoch auf einem rein statistischen Effekt infolge der Revision der beitragspflichtigen Entgelte durch die Deutsche Rentenversicherung Bund. […] Wird der (verfälschende) Statistik-Effekt herausgerechnet, so sind die anpassungsrelevanten Löhne 2020 tatsächlich nur um 0,26 Prozent gesunken – also gerade einmal um rund ein Zehntel des rechnerisch referenzierten Rückgangs.“ Auch der DGB kritisierte die nach seiner Ansicht verfälschenden Darstellungen: „Es melden sich jene zu Wort, die schon immer für ein sinkendes Rentenniveau und steigende Altersgrenzen waren. Nun begründen sie weitere Rentenkürzungen mit der Corona-Krise. Dazu verbreiten sie unter wissenschaftlichem Anstrich irreführende Berechnungen und Behauptungen. Wissenschaft dient hier nicht der Aufklärung, sondern der politischen Propaganda. Dazu wird tief in die Trickkiste gegriffen.“ Der deutsche Gewerkschaftsbund wies in seiner Stellungnahme zur Rentenanpassung 2021 ebenfalls auf die verschiedenen Faktoren in der Anpassungsformel und ihren Beitrag zum rechnerischen Minus von 3,2 Prozent hin.
Auch der alternierende Vorsitzende der Deutschen Rentenversicherung Bund, Alexander Gunkel, wies in seiner Rede auf der Bundesvertreterversammlung auf die komplexen Zusammenhänge und den Beitrag der einzelnen Faktoren hin. Der Statistik-Effekt im Lohnfaktor wurde auch in den Rentenversicherungsberichten 2020 und 2021 ausführlich dargestellt und erläutert.

### Aspekte und Probleme bei der Wiederanwendung des Nachholfaktors
Die aktuell im Bund regierende Ampelkoalition verständigte sich im Koalitionsvertrag darauf, dass sie „den sogenannten Nachholfaktor in der Rentenberechnung rechtzeitig vor den Rentenanpassungen ab 2022 wieder aktivieren und im Rahmen der geltenden Haltelinien wirken lassen“ wollen. Diese Formulierung wirft vielfältige technische Fragen auf. Auch bleibt der Vorstoß politisch umstritten. Während die Arbeitgeberverbände das Vorhaben begrüßen, lehnt der DGB dies ab. Einen Überblick über die Sachlage und Debatte bietet ein Beitrag des „Versicherungsbote“.
Ein Beitrag von Blank/Schäfer erläutert die verschiedenen Aspekte der Rentenanpassung. Die Autoren erläutern darin, wie sich der Lohnfaktor berechnet und welchen Anteil dabei der Statistikeffekt hat, wie sich Schutzklausel, Ausgleichsbedarf und Mindestssicherungsniveau zueinander verhalten. Dabei zeigen sie auf, dass bei der Rentenanpassung 2022 ein Ausgleichsbedarf von lediglich 0,26 Prozent mit der Lohnentwicklung begründbar wäre.

### Zusammenspiel von reaktiviertem Ausgleichsfaktor und Mindestrentenniveau
Insbesondere Johannes Steffen zeigte dabei auf, dass das Zusammenspiel zwischen reaktiviertem Ausgleichsfaktor und Mindestrentenniveau keineswegs trivial sein wird und die politischen Zielkonflikte darin sehr deutlich zu Tage treten. Zwar ist die gesetzliche Reihenfolge und Lage eindeutig. Schutzklausel wie auch Ausgleichsfaktor (§68a SGB VI) greifen nach der Rentenanpassungsformel (§68 SGB VI) und verändern die Rentenanpassung entsprechend. Soweit hierbei der Ausgleichsfaktor zur Anwendung kam, mindert sich der Ausgleichsbedarf entsprechend bis auf null. Erst danach greift das Mindestsicherungsniveau (255g SGB VI). Dies schildert so auch – bezogen nur auf die Schutzklausel, da der Ausgleichsfaktor ja ohnehin ausgesetzt ist – die Begründung im RV-Leistungsverbesserungs- und Stabilisierungsgesetz. Das Niveausicherungsklausel „greift, wenn sich nach der geltenden Anpassungsformel ein aktueller Rentenwert ergeben würde, mit dem ein Sicherungsniveau vor Steuern von 48 Prozent unterschritten würde. Dann wird der aktuelle Rentenwert so festgelegt, dass mindestens ein Sicherungsniveau vor Steuern von 48 Prozent erreicht wird.“ Politisch dürfte dies aber sehr umstritten sein.

### Forderungen nach Vereinfachung der Anpassungsmechanismen
Die Debatte zeigt insbesondere auch, dass die Zusammenhänge über vereinfachende und verkürzende Parolen hinaus kaum noch transparent vermittelbar sind. Daher mehren sich die Stimmen, den Anpassungsmechanismus insgesamt zu vereinfachen und transparenter zu gestalten. So sagte Gundula Roßbach, Präsidentin der Deutschen Rentenversicherung Bund der dpa: „Hier wäre zu überlegen, ob man die Formel anpasst, so dass sie besser verständlich und transparenter wird und ein über die Jahre glatterer Verlauf der Rentenanpassungen ermöglicht wird.“ Dabei blendet die Debatte die noch tiefer gehenden Details um Effekte der Krise und insbesondere der Kurzarbeit in Form von Pendeleffekten bis 2025 bei Nachhaltigkeitsfaktor, Durchschnittsentgelt, Beitragsbemessungsgrenze, Bezugsgröße, den Bundesmitteln und einigen anderen Stellschrauben aus – diese komplexen Zusammenhänge sind im Beitrag von Ingo Schäfer auf dem WSI-Blog und den dazugehörigen weiterführenden Erläuterungen dargestellt.